# Veniliornis passerinus
O pica-pau-pequeno (Veniliornis passerinus) é uma espécie de ave da família Picidae, conhecidos popularmente no Brasil como pica-paus. É encontrada em grande parte da América do Sul: Argentina, Bolívia, Brasil, Colômbia, Equador, Guiana Francesa, Guiana, Paraguai, Peru, Suriname e Venezuela.

## Subespécies
São reconhecidas nove subespécies:
- Veniliornis passerinus passerinus (Linnaeus, 1766) - com as coberteiras superiores das asas sem pontas claras. Tem os lados da cabeça marrom-dourado e lado ventral barrado escuro e esbranquiçado. Norte do Brasil, Pará, Roraima e Amapá até a Ilha de Marajó.
- Veniliornis passerinus agilis (Cabanis & Heine, 1863) - Com as coberteiras superiores das asas sem pontas claras. Com faixa superciliar e malar claras. Leste da região amazônica até o oeste do Brasil;
- Veniliornis passerinus diversus (Zimmer, 1942) - Com as coberteiras superiores das asas sem pontas claras. Lado ventral largamente barrado, as coberteiras superiores das asas com fina estria mediana clara. Macho com parte traseira do alto da cabeça vermelha. Extremo norte do Brasil.
- Veniliornis passerinus fidelis (Hargitt, 1889) - ocorre do Leste da Colômbia até o Oeste da Venezuela;
- Veniliornis passerinus insignis (Zimmer, 1942) - com as coberteiras superiores das asas sem pontas claras. No lado ventral com as barras claras mais largas do que as escuras e o alto da cabeça com vermelho da metade traseira até a nuca. Oeste do Brasil ao sul do Rio Amazonas.
- Veniliornis passerinus modestus (Zimmer, 1942) - ocorre no Nordeste da Venezuela;
- Veniliornis passerinus olivinus (Natterer & Malherbe, 1845) - com as coberteiras superiores das asas nas pontas claras. Com o vermelho do alto da cabeça na parte traseira da nuca; lados da cabeça verde-oliva. Sudoeste, sudeste e sul do Brasil.
- Veniliornis passerinus taenionotus (Reichenbach, 1854) - com as coberteiras superiores das asas nas pontas claras. Alto da cabeça inteiramente vermelho no macho e o lado ventral fortemente barrado. Nordeste do Brasil, desde Maranhão até a Bahia.
- Veniliornis passerinus tapajozensis (Gyldenstolpe, 1941) - com as coberteiras superiores das asas sem pontas claras. sem faixa superciliar e malar. Com o lado dorsal mais amarelado manchado vermelho. Norte do Brasil próximo ao Rio Tapajós.